# Triplectides tepui
Triplectides tepui är en nattsländeart som beskrevs av Ralph W. Holzenthal 1988. Triplectides tepui ingår i släktet Triplectides och familjen långhornssländor. Inga underarter finns listade i Catalogue of Life.